# Ntsiki Biyela
Ntsiki Biyela (née en 1978) est une viticultrice sud-africaine et femme d'affaires qui dirige Aslina vins. Auparavant, elle était responsable de vigneron à Stellekaya Vins, où elle est devenue la première vigneronne noire en Afrique du Sud.

## Biographie
Biyela grandit dans Mahlabathini dans le Zululand. Après avoir échoué à des demandes de subventions pour étudier à l'université, elle reçoit en 1998 une bourse de South African Airways pour suivre des cours de viticulture et d'œnologie à l'université de Stellenbosch.
Biyela n'avait jamais goûté de vin avant de commencer ses études. Les cours sont proposés principalement en Afrikaans, langue qu'elle ne parle pas. Elle apprend la vinification par l'intermédiaire de notes en anglais. Elle est également en mesure d'obtenir un emploi à temps partiel au vignoble local Delheim.
En 2009 Biyela est nommée « Femme vigneronne de l'année ».

### Stellekaya Vins
Après avoir été diplômé de l'Université de Stellenbosch, Biyela est embauchée en tant que vigneronne pour Stellekaya Vins en 2004, faisant d'elle la première femme noire vigneronne en Afrique du Sud. Son premier vin rouge a remporté une médaille d'or à la « michel-ange awards ».
En 2016, Biyela annonce qu'elle quitte Stellekaya pour lancer sa propre marque de vin.

### Aslina Vins
En 2017, Biyela lance Aslina vins, en auto financement. Sans capital à investir dans son propre vignoble, la société commence à produire du vin avec des raisins provenant de vignobles locaux. Elle travaille quatre cépages : Chardonnay, Sauvignon Blanc, Cabernet Sauvignon et Malbec qui se fait l'écho de sa collaboration en 2014 avec Helen Keplinger.